# 21411 Abifraeman
21411 Abifraeman è un asteroide della fascia principale. Scoperto nel 1998, presenta un'orbita caratterizzata da un semiasse maggiore pari a 2,4460020 UA e da un'eccentricità di 0,0610408, inclinata di 7,93255° rispetto all'eclittica.
L'asteroide è dedicato alla statunitense Abigail Ann Fraeman, finalista nel 2005 del concorso Intel Science Talent Search.